# Rombas
 Rombas  es una población y comuna francesa, en la región de Lorena, departamento de Mosela, en el distrito de Metz-Campagne y cantón de Rombas.

## Demografía
| 10 492 | 12 412 | 13 303 | 11 733 | 10 844 | 10 743 |
| Para los censos de 1962 a 1999 la población legal corresponde a la población sin duplicidades (Fuente: INSEE [Consultar]) |        |        |        |        |        |